# アレクシ・マチャヴァリアニ
アレクシ・マチャヴァリアニ（グルジア語: ალექსი მაჭავარიანი、Alexi Matchavariani、1913年9月23日 - 1995年12月31日）は、ジョージア（グルジア）の作曲家。

## 生涯
ロシア帝国の被支配下にあったグルジア（現在のジョージア国）のゴリ出身。1930年からトビリシ音楽院で作曲を学び、1939年に大学院を卒業し、翌年から音楽院の音楽理論の教員となった。一方で1934年から1937年と1939年から1946年の期間、トビリシのコメディー劇場の音楽監督を務めた。さらに1956年から1958年までグルジア国立交響楽団の音楽監督を務めた。
1940年代には国際的な様式でヴァイオリン協奏曲、ピアノ協奏曲、交響曲などを作曲したが、ジダーノフ批判により形式主義との批判を浴びた。1952年には国外追放の危機にあったが、なんとか免れることができた。
1961年にはドミートリイ・ショスタコーヴィチとティホン・フレンニコフの推薦でトビリシ音楽院の作曲の教授となり、1992年までその職にあった。1962年から1973年までグルジア作曲家連盟の書記を務め、1962年から1970年までソビエト連邦最高会議の代議員であった。その間にバレエ『オテロ』や『豹皮の騎士』を作曲した。『豹皮の騎士』では再び国際的な様式を取り入れている。
1951年、スターリン賞を受賞。1958年にはソ連人民芸術家の称号を受けた。

## 音楽・作品の特徴
- 作品には7つの交響曲、ピアノ協奏曲、ヴァイオリン協奏曲、チェロ協奏曲、オペラ、バレエ、オラトリオ、室内楽曲、ピアノ曲などがある。
- マチャヴァリアニの初期の音楽は簡潔なリズムや東洋的なメロディーとハーモニーなどグルジア民謡の影響を大きく受けているが、一方で西洋のクラシック音楽を基本に据えており、アラム・ハチャトゥリアンと比較することができる。1947年の交響曲第1番はショスタコーヴィチの影響を受けており、現代音楽への関心をうかがうことができる。1972年の交響曲第2番では調性は破棄されていないが、かなりいびつなものとなっている。1980年代にはグルジア民謡の影響は残っているものの、抽象的に使用されている。晩年は短いモチーフをオスティナートとして繰り返し用い、対比と暗い音色を好んだ。

## 文献
- Finscher, Ludwig: Die Musik in Geschichte und Gegenwart, 2. Auflage, Kassel, Stuttgart 1994-2007
- Hollfelder, Peter: Die Klaviermusik, Hamburg 1999